# Neurobiofizică
Neurobiofizica este un domeniu interdisciplinar si ramură a biofizicii preocupat cu investigarea fundamentelor fizice ale funcționării sistemului nervos.